# Isenburg-Offenbach

Wappen der Grafen von Isenburg

Die Grafschaft Isenburg-Offenbach (auch: Ysenburg-Offenbach) südöstlich von Frankfurt am Main war das Herrschaftsgebiet des gleichnamigen Grafengeschlechts, das im Jahr 1628 im Zuge der Teilung Isenburg-Büdingen in Birstein
als Nebenlinie der Grafen von Isenburg entstand. 1711 ging das Gebiet auf in der Grafschaft Isenburg-Birstein, während die Nebenlinie sich teilte in Isenburg-Eisenberg und Isenburg-Philippseich.

## Grafen zu Isenburg-Offenbach 1633–1718
- 1633–1635 Wolfgang Heinrich von Isenburg-Büdingen, Graf von Isenburg-Offenbach und Isenburg-Dreieich
- 1635–1685 Johann Ludwig von Isenburg-Büdingen, Graf von Isenburg-Offenbach und Isenburg-Birstein
- 1685–1711 Johann Philipp von Isenburg-Offenbach, Graf von Isenburg-Offenbach und Isenburg-Philippseich
- 1711–1718 Christian Heinrich von Isenburg-Büdingen, Graf von Isenburg-Eisenberg und Isenburg-Eisenberg